# Новоандреевское сельское поселение
Новоандре́евское се́льское поселе́ние (укр. Новоандріївське сільське поселення, крымскотат. Новоандреевка кой юрту, Къашыкъ Дегирмен кой юрту) — муниципальное образование в составе Симферопольского района Республики Крым России.

## География
Поселение расположено на севере района, в степном Крыму (западная равнина Евпаторийской полого-волнистой равнины), в долине реки Салгир в среднем течении. Граничит на севере и востоке с Красногвардейским районом, на юге — с Широковским, Гвардейским и Первомайским сельскими поселениями.
Площадь поселения 58,67 км².
Основная транспортная магистраль: автодорога 35А-002 «граница с Украиной (Чонгарский мост) — Симферополь — Алушта — Ялта» (по украинской классификации — автодорога М-18).

## Население
| 2001  | 2014  | 2015  | 2016  | 2017  | 2018  | 2019  |
| ----- | ----- | ----- | ----- | ----- | ----- | ----- |
| 3231  | ↘3132 | ↗3142 | ↗3162 | ↗3167 | ↗3198 | ↗3206 |
| 2020  | 2021  |       |       |       |       |       |
| ↘3196 | ↘3159 |       |       |       |       |       |

## Состав
В состав поселения входят 3 села:
| № | Населённый пункт | Тип населённого пункта | Население на 2014 год |
| - | ---------------- | ---------------------- | --------------------- |
| 1 | Новоандреевка    | село, центр            | ↘2778                 |
| 2 | Сухоречье        | село                   | ↘58                   |
| 3 | Харитоновка      | село                   | ↘296                  |

## История
Судя по доступным источникам, в начале 1920-х годов был образован (видимо, постановлением Крымревкома от 8 января 1921 года № 206 «Об изменении административных границ») Новоандреевский сельский совет и на момент всесоюзной переписи населения 1926 года включал 11 населённых пунктов с населением 843 человек:

| - село Бурнаш 85 чел. - село Джага-Мамыш 253 чел. - совхоз Казанчи 19 чел. - село Каменка 70 чел. - село Каясты-Кангил 13 чел. | - совхоз Китай 73 чел. - разъезд Китай 13 чел. - село Новоандреевка 132 чел. - село Челле 159 чел. |

Кроме того, в совете числились хутор Новоандреевка с населением 18 человек и 2 железнодорожные будки с 11 жителями. Постановлением КрымЦИКа «О реорганизации сети районов Крымской АССР» от 15 сентября 1930 года был создан немецкий национальный Биюк-Онларский район, лишённый статуса национального постановлением Оргбюро ЦК КПСС от 20 февраля 1939 года (с 1944 года — Октябрьский район), в который включили сельсовет.

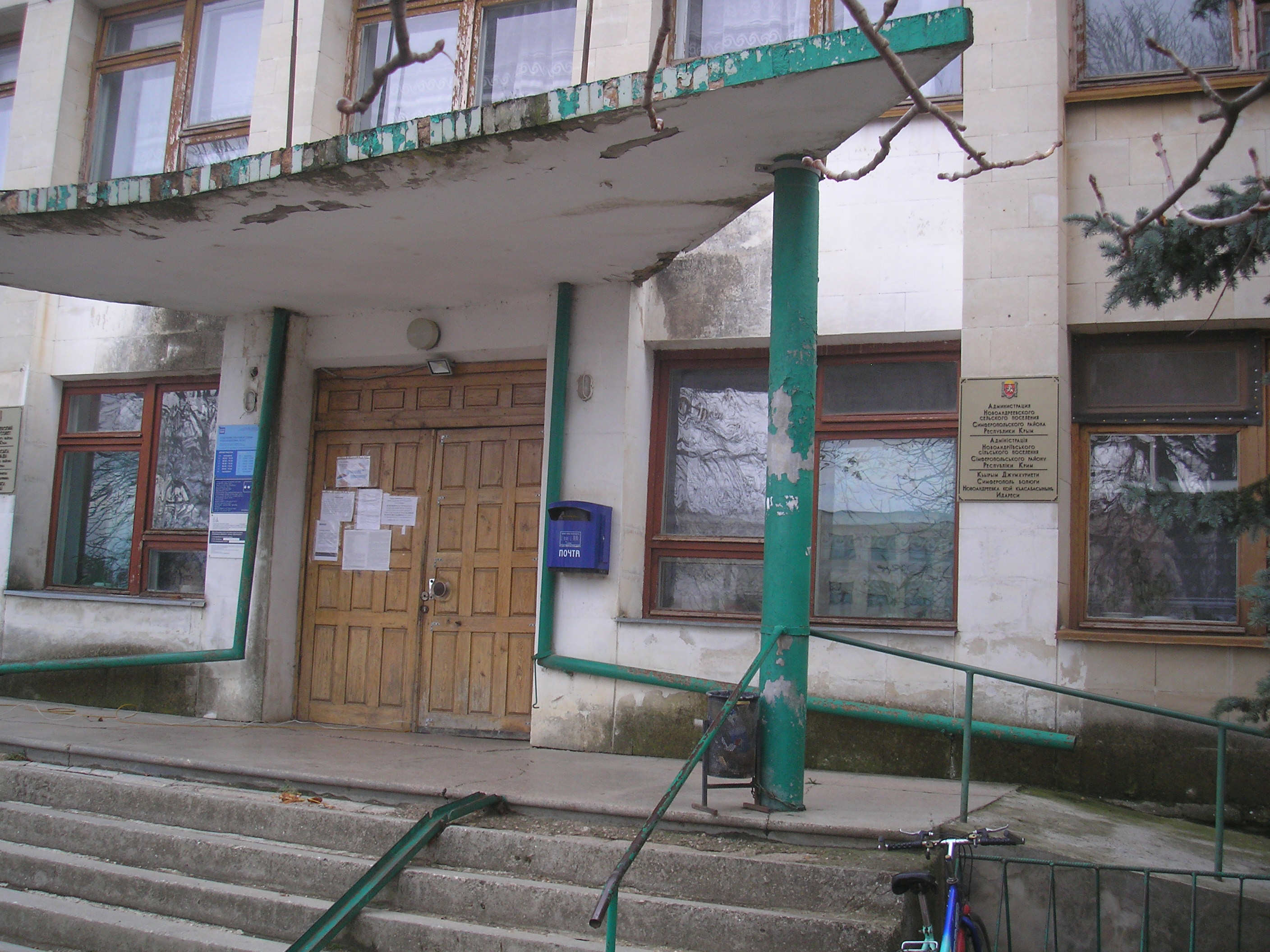
Новоандреевская сельская администрация

С 25 июня 1946 года сельсовет в составе Крымской области РСФСР, а 26 апреля 1954 года Крымская область была передана из состава РСФСР в состав УССР. Время упразднения сельсовета пока не установлено: на 15 июня 1960 года он уже не существовал. Указом Президиума Верховного Совета УССР «Об укрупнении сельских районов Крымской области», от 30 декабря 1962 года сёла бывшего сельсовета присоединили к Красногвардейскому району, а с 1 января 1965 года, указом Президиума ВС УССР «О внесении изменений в административное районирование УССР — по Крымской области», включили в состав Симферопольского. В период с 1965 по 1968 год Новоандреевский сельсовет был восстановлен.
На 1968 и 1977 год в составе совета числилось 8 сёл:

| - Дивное - Куприно - Новоандреевка - Подсобное | - Пролётное - Сухоречье - Харитоновка - Широкое |

.
Решением Крымоблисполкома от 29 июня 1979 года образован Широковский сельсовет, куда отошли также Дивное, Куприно, Подсобное и Пролётное и совет обрёл нынешний состав.
С 12 февраля 1991 года совет в восстановленной Крымской АССР, 26 февраля 1992 года переименованной в Автономную Республику Крым. С 21 марта 2014 года в составе Крыма аннексировано Россией. Законом «Об установлении границ муниципальных образований и статусе муниципальных образований в Республике Крым» от 4 июня 2014 года территория административной единицы была объявлена муниципальным образованием со статусом сельского поселения.